# Ліновський Володимир Альбертович
Володи́мир Альбе́ртович Ліно́вський (нар. 1818 — пом. 1863) — історик права та педагог Російської імперії. Викладач Рішельєвського ліцею.

## Життєпис
Володимир Альбертович Ліновський народився 1818 року. Вищу освіту отримав у Київському Імператорському університеті Святого Володимира. Там само склав магістерські іспити.
У 1839—1853 роках викладав у Рішельєвському ліцеї практичне судочинство, державне право Російської імперії, карне законодавство, історію права, комерцію. У 1842 році був обраний дійсним членом Імператорського Одеського товариства історії і старожитностей. Публікувався в «Одесском вестнике». Основна сфера наукових інтересів — історія права Московської держави XVII століття. Належав до історико-правового напрямку в історіографії ХІХ століття.
Був похований на Першому Християнському цвинтарі. 1937 року комуністичною владою цвинтар було зруйновано. На його місці був відкритий «Парк Ілліча» з розважальними атракціонами, а частина була передана місцевому зоопарку. Нині достеменно відомо лише про деякі перепоховання зі Старого цвинтаря, а дані про перепоховання Ліновського відсутні.

## Наукова діяльність
Його діяльність була передвісником розквіту цього напрямку наприкінці ХІХ століття — на початку ХХ століття в Російській імперії (праці Василя Сергеєвича, Федіра Леонтовича, Михайла Владимирського-Буданова). На відміну від праць пізніших істориків права, праці Володимира Ліновського є менш досконалими за методологією та повнотою джерельної бази. Він не намагався з'ясувати підґрунтя законів, обставини їх дії, але тільки зводив до купи повідомлення законодавчих пам'яток. Тим не менш його праці відзначались ретельністю та логікою побудови матеріалу.
Історико-правові дослідження історика були цілком новаторськими. Він першим намагався дослідити звичаєве право Бессарабії, першим продемонстрував вплив Литовського Статуту на «Соборне уложення» царя Олексія Михайловича. Думка про те, що запозичення з Литовських Статутів є незаперечним доказом того, що князівства Західної Росії, хоча у політичному управлінні складали окрему від Московської державу, але за розвитком елементів народного життя були тією ж Росією, в якій вплив чужих засад не міг заглушити первісних корінних форм розвитку народного життя, незважаючи на тенденційний російськоцентризм, сприяла подальшій активізації досліджень литовсько-польського періоду історії України та Білорусі. Публікації науковця на сторінках ЗОТІС з описанням решток історичних пам'яток сприяли розвитку пам'яткоохоронної діяльності в Україні.

### Наукові праці
- О местных Бессарабских законах. — Одесса, 1842. — 40 с.;
- Гробница Овидия // ЗООИД. — Т. І. — 1844;
- Курганы и валы в Киевский губернии // ЗООИД. — Т. І. — 1844;
- Рец. на польськомовну працю А. Пшездецького «Подоле, Волинь, Украина» // ЗООИД. — Т. І. — 1844;
- Исследование начал уголовного права, изложенного в Уложении царя Алексея Михайловича. — Одесса, 1847;
- Опыт исторических разысканий о следственном уголовном судопроизводстве. — Одесса, 1849.